# Catequina
La catequina es un antioxidante polifenólico que procede de las plantas en las cuales aparece como un metabolito secundario. El término catequina se emplea comúnmente para referirse a la familia de los flavonoides y al subgrupo de los flavan-3-oles (o simplemente flavanoles). El nombre de catequina proviene de la familia de plantas denominada catechu (Terra Japonica) y concretamente del jugo extraído de la Mimosa catechu (Acacia catechu L.f)

## Propiedades químicas

### Descripción molecular

Catechin enumerado.

La molécula de catequina (en inglés "catechin") posee dos anillos bencénicos (denominados los anillos A- y B- ) y un heterociclo dihidropirano (el anillo C) con un grupo hidroxilo sobre el carbono 3. El anillo A es similar al grupo funcional del resorcinol mientras que el anillo B es similar al grupo funcional del catecol. Existen en la molécula dos centros de quiralidad, uno se encuentra en el carbono 2 y el otro sobre el 3. Por lo tanto la catechina posee cuatro diastereoisémeros. Dos son isómeros de configuración trans y se denominan catequina y los otros dos son de configuración cis y se denominan epiccatequina.
El isómero más común de la catequina es la (+)-catequina. Su otro estereoisómero es la (-)-catequina o ent-catequina. El isómero más común de la epicatequina es la (-)-epicatequina (conocido también con otras denominaciones como la L-epicatequina, epicatecol, (-)-epicatecol, l-acacatequina, l-epicatecol, epi-catequina, 2,3-cis-epicatequina o (2R,3R)-(-)-epicatequina). La diferencia entre los epímeros puede apreciarse mediante el empleo de cromatografía de columnas quirales. Si no se hace referencia a un isómero en particular, la molécula puede denominarse simplemente catequina. Las mezclas de diferentes enantiómeros puede ser denominado (+/-)-catequina o DL-catequina e incluso (+/-)-epicatequina o DL-epicatequina. 

Diastereoisomers gallery
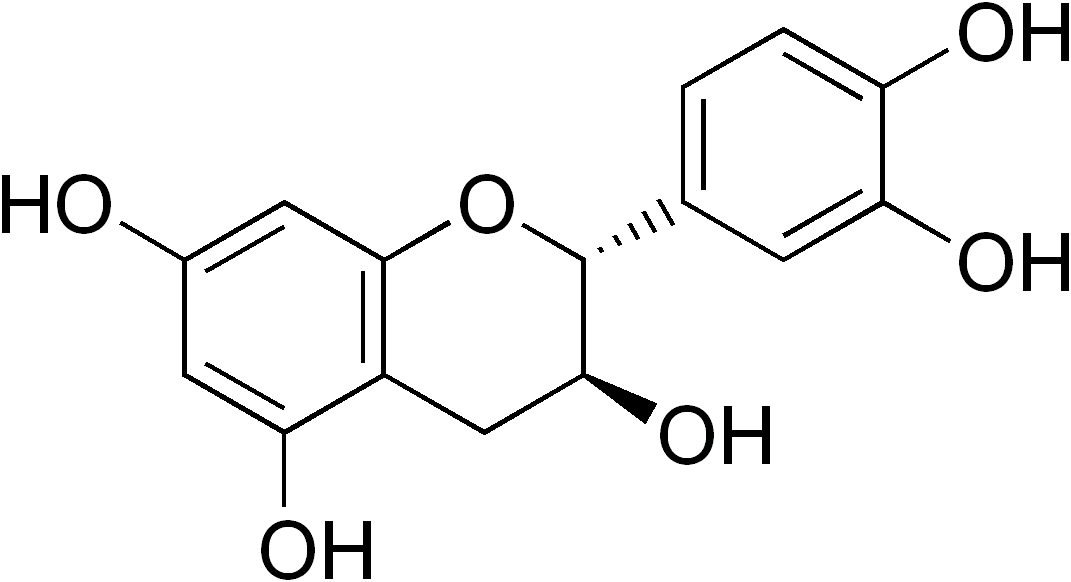
(+)-catechin (2R-3S)
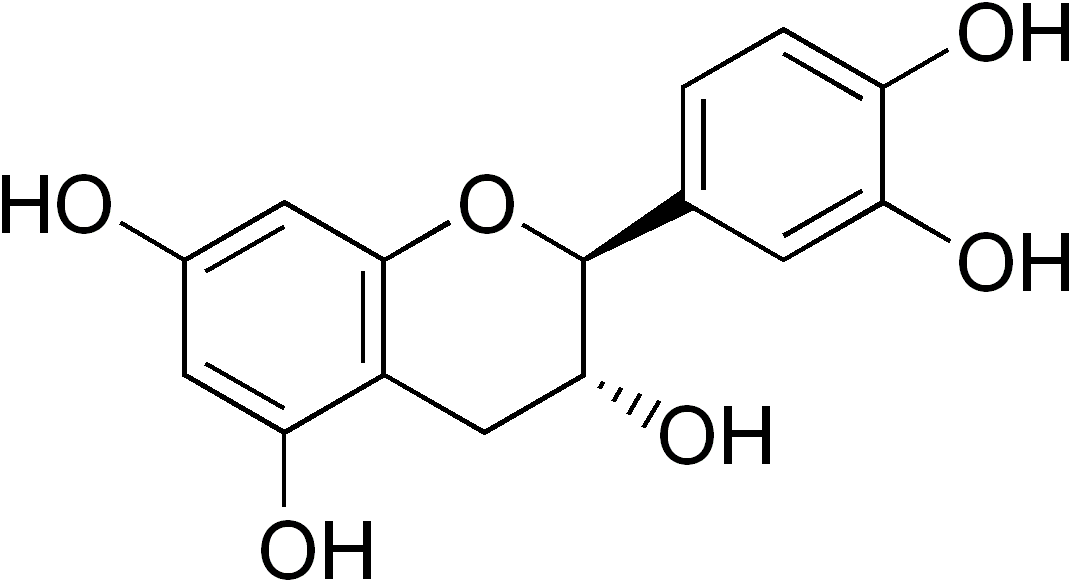
(-)-catechin (2S-3R)
(-)-Epicatechin (2R-3R)
(+)-epicatechin (2S-3S)

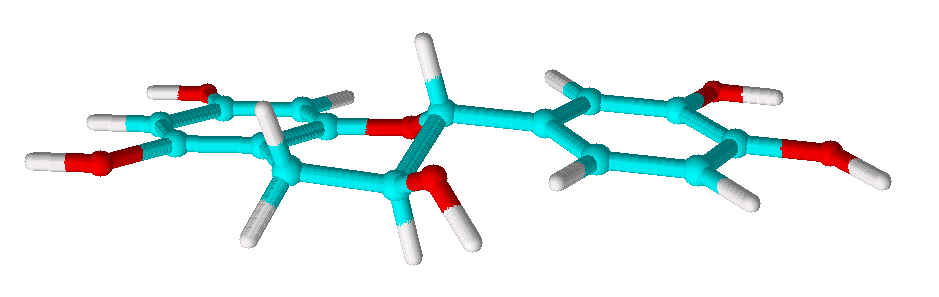
Vista en 3D de la conformación "pseudoecuatorial" (E) de la (+)-catechina

Además, la flexibilidad del anillo C permite dos isómeros conformacionales, ubicando el anillo B en una posición pseudoecuatorial (E conformer) o en una posición pseudoaxial (A conformer). algunos estudios han confirmado que la (+)-catechina adopta una mezcla de A- y E- conformers en soluciones acuosas y que su equilibrio conformacional se evalúa en la proporción 33:67.
En relación con su actividad antioxidante, el (+)-catequina se ha podido encontrar en la mayoría de los más potentes 'eliminadores' ("scavengers") entre diferentes miembros de las clases de flavonoides. La habilidad para eliminar moléculas de oxígeno parece estar relacionada con la estructura química de la molécula de la catequina, que en presencia del grupo funcional del catecol en el anillo B y con la presencia del grupo hidroxilo activando el doble enlace del anillo C.

### Oxidación
Los experimentos electroquímicos muestran que los mecanismos de la oxidación de la (+)-catequina se producen en una secuencia de pasos bien definidos, todos ellos relacionados con la presencia de los grupos catecol y resorcinol siendo además la oxidación dependiente del pH. La oxidación que primero ocurre es la donación de electrones de la catecol 3′,4′-dihydroxilo, todo ello en una existencia de muy bajos potenciales positivos, siendo además una reacción reversible. El grupo hidroxilo del grupo funcional del resorcinol oxidado, tras este primer paso, deviene en una reacción irreversible de oxidación.

### Datos espectrales
| UV-Vis | UV-Vis |
| --- | --- |
| Retention time                                                                                            | 4.473 min (C18 RP, Acetonitrilo 80%) |
| Lambda-max:                                                                                               | 276 nm |
| Extinction coefficient (log ε)                                                                            | 4.01 |
| IR | |
| Bandas de absorción                                                                                       | 1600 cm−1(anillos de benceno) |
| NMR | |
| Proton NMR (500 MHz, CD3OD): Referencia d : doublet, dd : doublet of doublets, m : multiplet, s : singlet | δ : 2.49 (1H, dd, J = 16.0, 8.6 Hz, H-4a), 2.82 (1H, dd, J = 16.0, 1.6 Hz, H-4b), 3.97 (1H, m, H-3), 4.56 (1H, d, J = 7.8 Hz, H-2), 5.86 (1H, d, J = 2.1 Hz, H-6), 5.92 (1H, d, J = 2.1 Hz, H-8), 6.70 (1H, dd, J = 8.1, 1.8 Hz, H-6′), 6.75 (1H, d, J = 8.1 Hz, H-5′), 6.83 (1H, d, J = 1.8 Hz, H-2′) |
| Carbon-13 NMR                                                                                             | |
| Other NMR data                                                                                            | |
| MS | |
| Masses of main fragments                                                                                  | ESI-MS [M+H]+ m/z : 291.0 273 water loss 139 Retro Diels Alder 123 165 147 |